# Ehrenfestsches Paradoxon

Das Ehrenfestsche Paradoxon:
Der Umfang einer rotierenden Scheibe sollte kontrahieren, nicht jedoch der Radius.

Das Ehrenfestsche Paradoxon ist ein Paradoxon der Relativitätstheorie und wurde erstmals 1909 von Paul Ehrenfest besprochen. Es besagt, dass gemäß der Relativitätstheorie keine starren Körper existieren können und für einen mitrotierenden Beobachter der Raum eine nichteuklidische Geometrie annimmt.

## Starrer Körper und Relativitätstheorie
Max Born versuchte 1909, das Konzept des starren Körpers bei der Beschreibung beschleunigter Bewegungen in die spezielle Relativitätstheorie zu integrieren. Die bornsche Starrheitsbedingung besagt, dass in einem mitbeschleunigten Bezugssystem {\displaystyle S} die Abstände in der infinitesimalen Umgebung des Beobachters konstant bleiben. Aus Sicht eines Inertialsystems {\displaystyle S'} hingegen sind diese Abstände der relativistischen Längenkontraktion unterworfen.
Dies führt jedoch zu einem prinzipiellen Widerspruch, der 1909 von Paul Ehrenfest aufgezeigt wurde. In seiner ursprünglichen Formulierung geht er von einem „starren“ Zylinder aus, der in Rotation versetzt wird. Die Beschreibung erfolgt im Inertialsystem {\displaystyle S'}, das im Folgenden als „Laborsystem“ bezeichnet werden soll. Der Radius {\displaystyle r} des Zylinders verändert sich bei der Beschleunigung nicht. Aber gemäß der bornschen Starrheitsbedingung unterliegt der Umfang {\displaystyle 2\pi r} der Lorentzkontraktion. Daraus ergibt sich im Laborsystem, in dem die euklidische Geometrie weiterhin gültig sein muss, der widersprüchliche Zusammenhang:
{\displaystyle 2\pi r'<2\pi r\!},
{\displaystyle r'=r\!}.
Unabhängig von Ehrenfest wurde die begrenzte Gültigkeit der bornschen Starrheitsbedingung auch von Gustav Herglotz und Fritz Noether erkannt (1909). Sie bemerkten, dass ein bornscher „starrer Körper“ nur 3 Freiheitsgrade besitzt, womit die Analogie zu dem „starren Körper“ der klassischen Mechanik sehr eingeschränkt wird.
Max Planck (1910) wies darüber hinaus darauf hin, dass dieses Paradoxon im Zusammenhang mit der Elastizitätstheorie zu behandeln ist. Denn während der Beschleunigung müssten auftretende Spannungen und Deformationen berücksichtigt werden.
Schließlich zeigte Max von Laue (1911) auf einfache Weise, dass von starren Körpern überhaupt nicht mehr gesprochen werden kann, da jede Richtungsänderung sofort Deformationen im Körper auslöst und somit eine Einschränkung der Freiheitsgrade wie in der newtonschen Mechanik nicht möglich ist.
Dieser scheinbare Widerspruch zeigt also, dass starre Körper im Allgemeinen zur Relativitätstheorie im Widerspruch stehen. Dies steht in Zusammenhang mit der Konsequenz der Relativitätstheorie, dass Wirkungen sich nicht schneller als mit Lichtgeschwindigkeit ausbreiten können, während in einem perfekt starren Körper die Schallgeschwindigkeit unendlich wäre. Es ergeben sich dadurch allgemein folgende Konsequenzen:
- Eine Scheibe kann nicht wie ein „starrer Körper“ vom ruhenden Zustand in Rotation versetzt werden, folglich existieren keine starren Körper. Und auch durch sorgfältig gewählte Kräfte, die an jeden Punkt des Körpers angreifen, lässt sich nur in ausgewählten Fällen eine Verformung vermeiden. Die bornsche Definition des starren Körpers kann nur in einer sehr geringen Anzahl von Fällen benutzt werden. Die beschleunigte Rotation gehört nicht zu diesen Fällen.
- Gewöhnliche Materialien werden also in der Phase, in der sie vom ruhenden Zustand in Rotation versetzt werden bzw. eine beschleunigte Rotation ausführen, unterschiedlichen Deformationen unterworfen sein, welche wiederum von der Beschaffenheit der Materialien abhängig sind. Ob die Scheibe im rotierenden Zustand größer oder kleiner ist als in Ruhe, hängt nicht nur von der Längenkontraktion, sondern auch von Zentrifugalkräften und mechanischen Spannungen ab.

Dazu soll folgender Spezialfall im Laborsystem betrachtet werden: Am Rand einer Scheibe sollen mehrere Stäbe lose angeordnet werden. Die Scheibe soll während der Phase der beschleunigten Rotation derart deformiert werden, dass der Scheibenumfang trotz der Längenkontraktion bis zum Erreichen der gleichförmigen Rotation konstant bleibt. Da jedoch die darauf befindlichen Stäbe untereinander nicht verbunden sind, werden an ihnen im Gegensatz zur Scheibe kaum Deformationen auftreten, und sie können ungehindert kontrahieren. Ihr gegenseitiger Abstand auf der gleich groß bleibenden Scheibe wird folglich größer werden. Dies ist analog zum Bellschen Raumschiffparadoxon: Wären einige Raumschiffe kreisförmig angeordnet und mit Seilen miteinander verbunden und würden aus Sicht des Laborsystems die Raumschiffe gleichzeitig beschleunigt werden, dann würden sowohl Raumschiffe als auch die Seile der Längenkontraktion und diversen Deformationen unterworfen sein. Die Raumschiffe würden aufgrund ihrer größeren Widerstandsfähigkeit diesen Deformationen widerstehen und nur der Längenkontraktion unterworfen sein. Hingegen die Seile würden durch die Deformationen reißen oder zumindest gedehnt werden, sodass der Umfang des Raumschiff-Seil-Kreises gleich bliebe. Also ist die ursprüngliche Vorstellung Ehrenfests, dass aus Sicht eines Laborsystems bei gleichbleibendem Radius der gesamte Umfang kontrahiert, im Rahmen der Relativitätstheorie nicht möglich.

## Rotation und nichteuklidische Geometrie
Bislang wurde die Frage behandelt, wie eine Scheibe vom ruhenden Zustand aus in Rotation versetzt wird, und ob dies „starr“ erfolgen kann oder nicht. Doch bei einer Scheibe, die sich bereits in gleichförmiger Rotation befindet, stellt sich nun die rein kinematische Frage, welche Unterschiede in der Vermessung der Scheibe auftreten, wenn die Messung entweder im Laborsystem oder in einem rotierenden Bezugssystem vorgenommen wird. Dazu sollen sowohl im Laborsystem als auch im Scheibensystem baugleiche Stäbe verwendet werden. Wird nun mit diesen im jeweiligen System ruhenden Stäben der Scheibenumfang bzw. der Scheibenradius gemessen, ergibt sich:
- Wie oben demonstriert, ist im Laborsystem der Umfang der Scheibe im Verhältnis zum Radius nicht kontrahiert. Er beträgt somit gemäß der euklidischen Geometrie {\displaystyle U=2\pi r\ }. Die auf der Scheibe befindlichen bewegten Stäbe sind hingegen in tangentialer, nicht jedoch in radialer Richtung der Längenkontraktion gemäß {\displaystyle L'=L{\sqrt {1-v^{2}/c^{2}}}} unterworfen. Also beobachtet man im Laborsystem, dass die mitrotierenden Beobachter ihre Stäbe in tangentialer Richtung öfter anlegen müssen als die Beobachter im Laborsystem, wogegen es in radialer Richtung keinen Unterschied gibt. Das bedeutet, dass der mit den kontrahierten Stäben gemessene Umfang nicht mehr ein Verhältnis von {\displaystyle 2\pi \ } zum Radius hat, sondern {\displaystyle 2\pi /{\sqrt {1-v^{2}/c^{2}}}}.
- Da die auf der Scheibe mitrotierenden Beobachter nichts von der Kontraktion bemerken (da sie selbst genauso der Längenkontraktion unterworfen sind wie die Stäbe), müssen sie davon ausgehen, dass die Stablängen sowohl in radialer als auch in tangentialer Richtung gleich sind. Dass ihre Messung ein Verhältnis {\displaystyle 2\pi /{\sqrt {1-v^{2}/c^{2}}}} ergibt, ist für sie Ausdruck davon, dass der Scheibenumfang größer ist als im Laborsystem, und wird interpretiert als Folge der nichteuklidischen Geometrie im Scheibensystem.
- Ehrenfest ging also ursprünglich davon aus, dass der Scheibenumfang im rotierenden Bezugssystem gleich bleibt und im Laborsystem kleiner wird. Tatsächlich bleibt jedoch der Umfang im Laborsystem gleich und wird größer im rotierenden Bezugssystem.

## Formale Lösungen
Da Gravitationskräfte hier keine Rolle spielen, kann dieses Paradoxon beziehungsweise die nichteuklidische Geometrie im rotierenden Bezugssystem durchaus mit den Mitteln der speziellen Relativitätstheorie behandelt werden. Denn entgegen einem verbreiteten Irrtum ist diese Theorie auch für alle Beschleunigungen gültig (siehe Beschleunigung (Spezielle Relativitätstheorie)) – die allgemeine Relativitätstheorie wird erst benötigt, wenn Gravitation im Spiel ist. Wesentlich ist dabei, dass die Poincaré-Einstein-Synchronisation von Uhren in rotierenden Bezugssystemen nicht auf das ganze System, sondern nur lokal angewandt werden kann, denn im Ruhezustand synchrone Uhren verlieren während der Rotation bzw. bei Beschleunigungen ihre Synchronisation.
Bereits 1910 deutete Theodor Kaluza an, dass die Geometrie auf einer Scheibe nichteuklidisch im Sinne der Lobatschewskischen Geometrie ist. Die formale Standardlösung für die Beschreibung der nichteuklidischen Geometrie in rotierenden Bezugssystemen, wobei neben dem Ehrenfestschen Paradoxon auch der Sagnac-Effekt zu nennen ist, geht auf Paul Langevin (1935) zurück und wurde u. a. von Christian Møller, Lew Dawidowitsch Landau, Jewgeni Michailowitsch Lifschitz und Øyvind Grøn fortgeführt („Langevin-Landau-Lifschitz Metrik“). Was darüber hinaus noch diskutiert wird bzw. wo noch Abweichungen vorhanden sind, sind Detailfragen bei der Anwendung und Interpretation der Langevin-Landau-Lifschitz-Metrik.
Neben der speziellen Relativitätstheorie kann dieses Problem natürlich auch mit der allgemeinen Relativitätstheorie behandelt werden, da erstere Theorie in der letzteren als Grenzfall enthalten ist. Tatsächlich war dieses Paradoxon von großer Wichtigkeit für Albert Einstein bei der Entwicklung der allgemeinen Relativitätstheorie. Denn in der speziellen Relativitätstheorie sind beschleunigte Bezugssysteme und Inertialsysteme nicht gleichberechtigt. In der allgemeinen Relativitätstheorie hingegen versuchte Einstein, alle Bezugssysteme als gleichberechtigt darzustellen. Beispielsweise sollten beschleunigte Bezugssysteme (zumindest lokal) äquivalent mit dem freien Fall in einem Gravitationsfeld sein (Äquivalenzprinzip). Dabei war die Erkenntnis, dass in rotierenden Systemen eine nichteuklidische Geometrie verwendet werden muss, ein entscheidender Hinweis, dass dies auch in Gravitationsfeldern nötig ist.
Darüber hinaus führte die Komplexität des Problems bzw. die Unkenntnis der eben erwähnten formalen Lösung dazu, dass im Laufe der Jahrzehnte immer wieder fehlerhafte Erklärungen veröffentlicht wurden. So wurde beispielsweise von Weinstein (1971) die Hypothese vertreten, dass aufgrund der Thomas-Präzession radiale Linien auf der rotierenden Scheibe verzerrt würden, wobei dieser Effekt kumulativ wäre.
Phipps führte 1973 ein Experiment mit einer sich monatelang drehenden Scheibe durch, um Weinsteins Effekt nachzuweisen, mit negativem Ergebnis.
Whitmire (1972) konnte jedoch bereits vorher zeigen, dass ein solcher Effekt (sofern er überhaupt auftritt) sofort durch dabei auftretende Spannungen ausgeglichen würde und somit von vornherein nicht messbar wäre.
Überdies wies Grøn (1975) darauf hin, dass in der von ihm entwickelten relativistischen Kinematik von rotierenden Scheiben kein solcher Effekt auftritt. Die Relativitätstheorie ist somit in Übereinstimmung mit dem negativen Resultat.